# Alexei Stepanowitsch Petrow

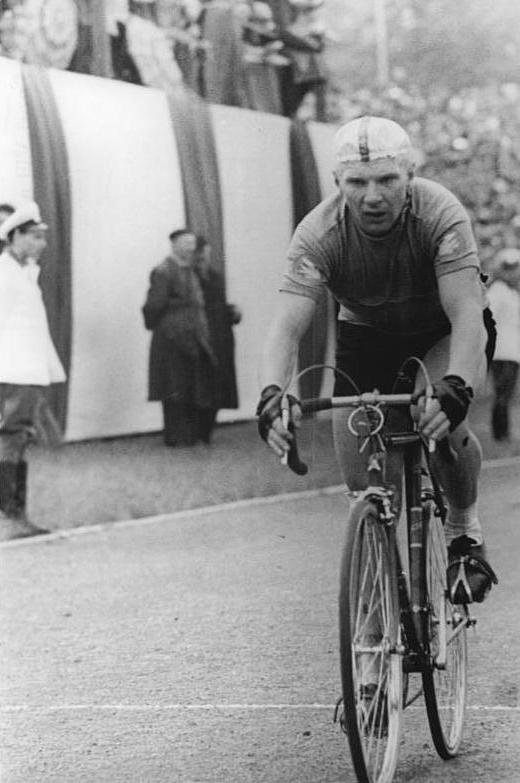
Alexei Petrow bei der Friedensfahrt 1961

Alexei Stepanowitsch Petrow (russisch Алексей Степанович Петров; * 22. März 1937 in Leningrad; † März 2009 in Moskau) war ein sowjetischer Radrennfahrer. Er wurde 1962 Meister der Sowjetunion, bei den als Einzelzeitfahren ausgetragenen Meisterschaften sowie 1964 und 1966 im Mannschaftszeitfahren.

## Palmarès
1961 erzielte Petrow bei der Internationalen Friedensfahrt drei Etappensiege. Er war bester Bergfahrer, 16. der Einzelwertung und wurde mit der sowjetischen Mannschaft Sieger in der Mannschaftswertung. Bei den UCI-Straßen-Weltmeisterschaften 1962 belegte er im Straßenrennen den 10. Platz. Petrow gewann 1964 die Krim-Rundfahrt über 12 Etappen. Mit diesem Sieg wurde er auch nationaler Meister im Etappenfahren.
| Jahr | Erfolg | Erfolg        | Rennen                                   |
| ---- | ------ | ------------- | ---------------------------------------- |
| 1958 | 02.    | Gesamtwertung | Ägypten-Rundfahrt                        |
| 1959 | 02.    | Gesamtwertung | Ägypten-Rundfahrt                        |
| 1960 | 03.    | 03.           | Olympische Spiele, Mannschaftszeitfahren |
| 1964 | 62.    | 62.           | olympisches Straßenrennen                |
| 1967 | 02.    | 4. Etappe     | Belgien-Rundfahrt                        |
| 1967 | Sieger | 6. Etappe     | Belgien-Rundfahrt                        |